# Episodi di Annie Oakley (terza stagione)
La terza stagione della serie televisiva Annie Oakley è stata trasmessa in anteprima negli Stati Uniti d'America in syndication tra il 3 giugno 1956 e il 24 febbraio 1957.
| nº | Titolo originale             | Titolo italiano | Prima TV USA      | Prima TV Italia |
| -- | ---------------------------- | --------------- | ----------------- | --------------- |
| 1  | Sundown Stage                |                 | 3 giugno 1956     |                 |
| 2  | Joker on Horseback           |                 | 10 giugno 1956    |                 |
| 3  | A Tall Tale                  |                 | 17 giugno 1956    |                 |
| 4  | Annie and the Twisted Trails |                 | 24 giugno 1956    |                 |
| 5  | The Robin Hood Kid           |                 | 1º luglio 1956    |                 |
| 6  | Annie and the Bicycle Riders |                 | 8 luglio 1956     |                 |
| 7  | Annie and the Lacemaker      |                 | 15 luglio 1956    |                 |
| 8  | Annie and the First Phone    |                 | 22 luglio 1956    |                 |
| 9  | Indian Justice               |                 | 29 luglio 1956    |                 |
| 10 | Showdown at Diablo           |                 | 5 agosto 1956     |                 |
| 11 | The Mississippi Kid          |                 | 12 agosto 1956    |                 |
| 12 | Renegade's Return            |                 | 19 agosto 1956    |                 |
| 13 | Sugarfoot Sue                |                 | 26 agosto 1956    |                 |
| 14 | Annie and the Leprechauns    |                 | 2 settembre 1956  |                 |
| 15 | Dilemma at Diablo            |                 | 9 settembre 1956  |                 |
| 16 | Outlaw Brand                 |                 | 16 settembre 1956 |                 |
| 17 | Shadow at Sonoma             |                 | 23 settembre 1956 |                 |
| 18 | Western Privateer            |                 | 30 settembre 1956 |                 |
| 19 | The Reckless Press           |                 | 7 ottobre 1956    |                 |
| 20 | Flint and Steel              |                 | 14 ottobre 1956   |                 |
| 21 | Tagg Oakley, Sheriff         |                 | 21 ottobre 1956   |                 |
| 22 | The Waco Kid                 |                 | 28 ottobre 1956   |                 |
| 23 | The Saga of Clement O'Toole  |                 | 4 novembre 1956   |                 |
| 24 | The Front Trail              |                 | 11 novembre 1956  |                 |
| 25 | Annie Rides the Navajo Trail |                 | 18 novembre 1956  |                 |
| 26 | Annie Rings the Bell         |                 | 25 novembre 1956  |                 |
| 27 | Santa Claus Wears a Gun      |                 | 2 dicembre 1956   |                 |
| 28 | Amateur Outlaw               |                 | 9 dicembre 1956   |                 |
| 29 | Grubstake Bank               |                 | 16 dicembre 1956  |                 |
| 30 | Treasure Map                 |                 | 30 dicembre 1956  |                 |
| 31 | Annie and the Miser          |                 | 20 gennaio 1957   |                 |
| 32 | Tuffy                        |                 | 3 febbraio 1957   |                 |
| 33 | Dude's Decision              |                 | 10 febbraio 1957  |                 |
| 34 | The Dutch Gunmaker           |                 | 17 febbraio 1957  |                 |
| 35 | Desperate Men                |                 | 24 febbraio 1957  |                 |